# Sergei Alexandrowitsch Romanow

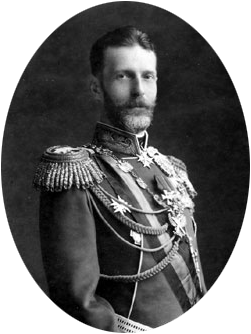
Sergei Alexandrowitsch Romanow

Großfürst Sergei Alexandrowitsch Romanow, russisch Сергей Александрович Романов (* 29. Apriljul. / 11. Mai 1857greg. in Sankt Petersburg; † 4. Februarjul. / 17. Februar 1905greg. in Moskau) war ein Mitglied aus dem Hause Romanow-Holstein-Gottorp.

## Leben
Sergei Alexandrowitsch war das siebte Kind des russischen Zaren Alexander II. (1818–1881) und dessen erster Gattin Prinzessin Marie von Hessen-Darmstadt (1824–1880), Tochter von Großherzog Ludwig II. von Hessen-Darmstadt und Prinzessin Wilhelmine Luise von Baden. Er war auch der jüngere Bruder des späteren Zaren Alexander III. sowie von Maria Alexandrowna Romanowa, der späteren Herzogin von Sachsen-Coburg und Gotha.
Am 3. Junijul. / 15. Juni 1884greg. heiratete Sergei in Sankt Petersburg Prinzessin Elisabeth von Hessen-Darmstadt, Tochter von Großherzog Ludwig IV. und Prinzessin Alice von Großbritannien und Irland sowie Enkeltochter der britischen Königin Victoria. Man bezog den Belosselski-Beloserski-Palast. Die Ehe blieb kinderlos, wohl auch weil Sergei homosexuell war. Elisabeths jüngere Schwester Alix heiratete später den russischen Thronfolger Nikolaus Alexandrowitsch, einen Neffen von Sergei.

Großherzog Ernst Ludwig von Hessen-Darmstadt (ganz links) mit seinen Schwestern und Schwagern (von links) am 8. Oktober 1903: Zarin Alexandra Feodorowna und Zar Nikolaus II. von Russland; Prinzessin Irene und Prinz Heinrich von Preußen; Großfürstin Jelisawjeta Fjodorowna und Großfürst Sergei Alexandrowitsch Romanow; Prinzessin Viktoria und Prinz Ludwig Alexander von Battenberg

Als seine Schwägerin Großfürstin Alexandra, Ehefrau seines Bruders Pawel, bei der Geburt ihres zweiten Kindes starb, nahmen er und seine Frau die Kinder Maria Pawlowna (1890–1958) und Dmitri Pawlowitsch (1891–1942) solange in Pflege, bis Pawel sie wieder zu sich nahm. 1902 kamen sie erneut zu ihnen in Pflege, als Pawel aufgrund seiner Hochzeit mit Olga Palei exiliert wurde.
Sergei nahm am Russisch-Türkischen Krieg (1877–1878) teil und wurde zum Oberst der russischen Armee befördert. 1887 wurde er zum Generalmajor erhoben und erhielt den Oberbefehl der Leibgarde des Zaren im Preobraschenski-Regiment. Im Oktober 1888 reiste Sergei gemeinsam mit Elisabeth und Pawel nach Palästina und wohnte unter anderem der Weihe der Maria-Magdalena-Kirche in Jerusalem bei, Tage später legten er und seine Gattin den Grundstein der Apostel-Petrus-Kirche in Abu Kabir und stiftete Geld zum Bau der St.-Nikolaus-Kirche in al-Mudschaidil. 
Im Jahre 1891 ernannte ihn der Zar zum General-Adjutanten der Suite und zum Generalgouverneur von Moskau. Zu seinen ersten Amtshandlungen zählten zwei Erlasse, nach denen alle jüdischen Handwerker und alle Personen, die nicht in der Stadt registriert waren, Moskau zu verlassen hätten. Hiervon war ein Großteil der Moskauer Juden betroffen.
Drei Jahre später wurde er Mitglied des Staatsrates und unterstützte die polizeigeführten Gewerkschaften des Obersts Sergei Wassiljewitsch Subatow.
1896 organisierte Sergei die Krönungsfeierlichkeiten von Nikolaus II. Als bei einer Massenpanik über 1300 Menschen starben, stellte eine von Nikolaus initiierte Untersuchung ihn als Hauptverantwortlichen fest. Da die Familie den Zaren jedoch davon überzeugte, dass eine öffentliche Anklage eines ihrer Mitglieder die Autorität der Monarchie untergraben würde, wurde von einer Bestrafung abgesehen. Stattdessen wurde der Oberpolizeimeister Alexander Alexandrowitsch Wlassowski zum Sündenbock gemacht.
Anfang 1905 verübte Iwan Kaljajew, ein Terrorist der sozialrevolutionären Bewegung, ein Attentat auf den Großfürsten. Im Moskauer Kreml, nahe dem Nikolaus-Tor, explodierte eine Bombe, die den Großfürsten Sergei Alexandrowitsch sofort tötete.

## Sonstiges

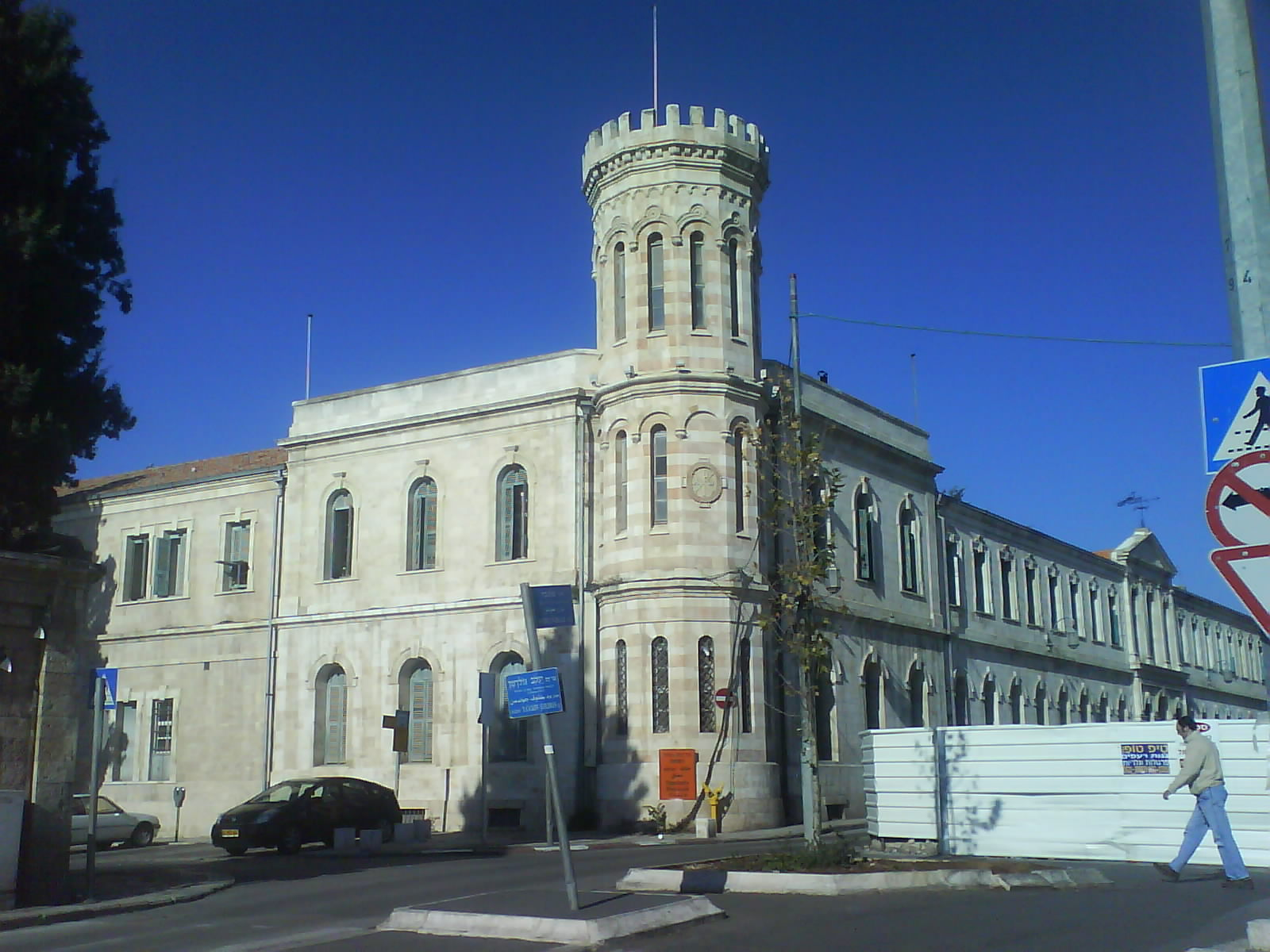
Sergei House in Jerusalem

- Das 1889 erbaute Sergei Imperial Hospice im russischen Viertel in Jerusalem (heute Sergei House) ist nach dem Großfürsten Sergei benannt, der seit 1882 Gründungspräsident der Kaiserlichen Orthodoxen Palästina-Gesellschaft war. Das Hospiz war ein luxuriöses Gästehaus für Reiche und vornehme russische Pilger, die das Heilige Land besuchten und bestand aus 25 kostbar ausgestatteten Zimmern.
- Die Ermordung des Großfürsten Sergei wurde von Albert Camus in dem Stück Die Gerechten (Erstaufführung 1949) verarbeitet.

## Abstammung
| Paul I. (Zar von Russland)      | Paul I. (Zar von Russland)      | Paul I. (Zar von Russland)      | Paul I. (Zar von Russland)      | Paul I. (Zar von Russland)       | Paul I. (Zar von Russland)       |                                  |                                  | Sophie Dorothee (Zarin von Russland) | Sophie Dorothee (Zarin von Russland) | Sophie Dorothee (Zarin von Russland) | Sophie Dorothee (Zarin von Russland) | Sophie Dorothee (Zarin von Russland) | Sophie Dorothee (Zarin von Russland) |                                   |                                   | Friedrich Wilhelm III. (König von Preußen) | Friedrich Wilhelm III. (König von Preußen) | Friedrich Wilhelm III. (König von Preußen) | Friedrich Wilhelm III. (König von Preußen) | Friedrich Wilhelm III. (König von Preußen) | Friedrich Wilhelm III. (König von Preußen) |                                   |                                   | Luise (Königin von Preußen)               | Luise (Königin von Preußen)               | Luise (Königin von Preußen)               | Luise (Königin von Preußen)               | Luise (Königin von Preußen)                                | Luise (Königin von Preußen)                                |                                                            |                                                            | Ludwig I. (Großherzog von Hessen)                          | Ludwig I. (Großherzog von Hessen)                          | Ludwig I. (Großherzog von Hessen)               | Ludwig I. (Großherzog von Hessen)               | Ludwig I. (Großherzog von Hessen)               | Ludwig I. (Großherzog von Hessen)               |                                                |                                                | Luise (Großherzogin von Hessen)                | Luise (Großherzogin von Hessen)                | Luise (Großherzogin von Hessen)     | Luise (Großherzogin von Hessen)     | Luise (Großherzogin von Hessen)     | Luise (Großherzogin von Hessen)     |                                 |                                 | Karl Ludwig (Erbprinz von Baden)               | Karl Ludwig (Erbprinz von Baden)               | Karl Ludwig (Erbprinz von Baden)               | Karl Ludwig (Erbprinz von Baden)               | Karl Ludwig (Erbprinz von Baden)               | Karl Ludwig (Erbprinz von Baden)               |                                |                                | Amalie (Erbprinzessin von Baden) | Amalie (Erbprinzessin von Baden) | Amalie (Erbprinzessin von Baden) | Amalie (Erbprinzessin von Baden) | Amalie (Erbprinzessin von Baden) | Amalie (Erbprinzessin von Baden) |
| Paul I. (Zar von Russland)      | Paul I. (Zar von Russland)      | Paul I. (Zar von Russland)      | Paul I. (Zar von Russland)      | Paul I. (Zar von Russland)       | Paul I. (Zar von Russland)       |                                  |                                  | Sophie Dorothee (Zarin von Russland) | Sophie Dorothee (Zarin von Russland) | Sophie Dorothee (Zarin von Russland) | Sophie Dorothee (Zarin von Russland) | Sophie Dorothee (Zarin von Russland) | Sophie Dorothee (Zarin von Russland) |                                   |                                   | Friedrich Wilhelm III. (König von Preußen) | Friedrich Wilhelm III. (König von Preußen) | Friedrich Wilhelm III. (König von Preußen) | Friedrich Wilhelm III. (König von Preußen) | Friedrich Wilhelm III. (König von Preußen) | Friedrich Wilhelm III. (König von Preußen) |                                   |                                   | Luise (Königin von Preußen)               | Luise (Königin von Preußen)               | Luise (Königin von Preußen)               | Luise (Königin von Preußen)               | Luise (Königin von Preußen)                                | Luise (Königin von Preußen)                                |                                                            |                                                            | Ludwig I. (Großherzog von Hessen)                          | Ludwig I. (Großherzog von Hessen)                          | Ludwig I. (Großherzog von Hessen)               | Ludwig I. (Großherzog von Hessen)               | Ludwig I. (Großherzog von Hessen)               | Ludwig I. (Großherzog von Hessen)               |                                                |                                                | Luise (Großherzogin von Hessen)                | Luise (Großherzogin von Hessen)                | Luise (Großherzogin von Hessen)     | Luise (Großherzogin von Hessen)     | Luise (Großherzogin von Hessen)     | Luise (Großherzogin von Hessen)     |                                 |                                 | Karl Ludwig (Erbprinz von Baden)               | Karl Ludwig (Erbprinz von Baden)               | Karl Ludwig (Erbprinz von Baden)               | Karl Ludwig (Erbprinz von Baden)               | Karl Ludwig (Erbprinz von Baden)               | Karl Ludwig (Erbprinz von Baden)               |                                |                                | Amalie (Erbprinzessin von Baden) | Amalie (Erbprinzessin von Baden) | Amalie (Erbprinzessin von Baden) | Amalie (Erbprinzessin von Baden) | Amalie (Erbprinzessin von Baden) | Amalie (Erbprinzessin von Baden) |
|                                 |                                 |                                 |                                 |                                  |                                  |                                  |                                  |                                      |                                      |                                      |                                      |                                      |                                      |                                   |                                   |                                            |                                            |                                            |                                            |                                            |                                            |                                   |                                   |                                           |                                           |                                           |                                           |                                                            |                                                            |                                                            |                                                            |                                                            |                                                            |                                                 |                                                 |                                                 |                                                 |                                                |                                                |                                                |                                                |                                     |                                     |                                     |                                     |                                 |                                 |                                                |                                                |                                                |                                                |                                                |                                                |                                |                                |                                  |                                  |                                  |                                  |                                  |                                  |
|                                 |                                 |                                 |                                 |                                  |                                  |                                  |                                  |                                      |                                      |                                      |                                      |                                      |                                      |                                   |                                   |                                            |                                            |                                            |                                            |                                            |                                            |                                   |                                   |                                           |                                           |                                           |                                           |                                                            |                                                            |                                                            |                                                            |                                                            |                                                            |                                                 |                                                 |                                                 |                                                 |                                                |                                                |                                                |                                                |                                     |                                     |                                     |                                     |                                 |                                 |                                                |                                                |                                                |                                                |                                                |                                                |                                |                                |                                  |                                  |                                  |                                  |                                  |                                  |
| Alexander I. (Zar von Russland) | Alexander I. (Zar von Russland) | Alexander I. (Zar von Russland) | Alexander I. (Zar von Russland) | Alexander I. (Zar von Russland)  | Alexander I. (Zar von Russland)  |                                  |                                  | Nikolaus I. (Zar von Russland)       | Nikolaus I. (Zar von Russland)       | Nikolaus I. (Zar von Russland)       | Nikolaus I. (Zar von Russland)       | Nikolaus I. (Zar von Russland)       | Nikolaus I. (Zar von Russland)       |                                   |                                   | Charlotte von Preußen (Zarin von Russland) | Charlotte von Preußen (Zarin von Russland) | Charlotte von Preußen (Zarin von Russland) | Charlotte von Preußen (Zarin von Russland) | Charlotte von Preußen (Zarin von Russland) | Charlotte von Preußen (Zarin von Russland) |                                   |                                   | Friedrich Wilhelm IV. (König von Preußen) | Friedrich Wilhelm IV. (König von Preußen) | Friedrich Wilhelm IV. (König von Preußen) | Friedrich Wilhelm IV. (König von Preußen) | Friedrich Wilhelm IV. (König von Preußen)                  | Friedrich Wilhelm IV. (König von Preußen)                  |                                                            |                                                            |                                                            |                                                            |                                                 |                                                 |                                                 |                                                 |                                                |                                                | Ludwig II. (Großherzog von Hessen)             | Ludwig II. (Großherzog von Hessen)             | Ludwig II. (Großherzog von Hessen)  | Ludwig II. (Großherzog von Hessen)  | Ludwig II. (Großherzog von Hessen)  | Ludwig II. (Großherzog von Hessen)  |                                 |                                 | Wilhelmine von Baden (Großherzogin von Hessen) | Wilhelmine von Baden (Großherzogin von Hessen) | Wilhelmine von Baden (Großherzogin von Hessen) | Wilhelmine von Baden (Großherzogin von Hessen) | Wilhelmine von Baden (Großherzogin von Hessen) | Wilhelmine von Baden (Großherzogin von Hessen) |                                |                                |                                  |                                  |                                  |                                  |                                  |                                  |
| Alexander I. (Zar von Russland) | Alexander I. (Zar von Russland) | Alexander I. (Zar von Russland) | Alexander I. (Zar von Russland) | Alexander I. (Zar von Russland)  | Alexander I. (Zar von Russland)  |                                  |                                  | Nikolaus I. (Zar von Russland)       | Nikolaus I. (Zar von Russland)       | Nikolaus I. (Zar von Russland)       | Nikolaus I. (Zar von Russland)       | Nikolaus I. (Zar von Russland)       | Nikolaus I. (Zar von Russland)       |                                   |                                   | Charlotte von Preußen (Zarin von Russland) | Charlotte von Preußen (Zarin von Russland) | Charlotte von Preußen (Zarin von Russland) | Charlotte von Preußen (Zarin von Russland) | Charlotte von Preußen (Zarin von Russland) | Charlotte von Preußen (Zarin von Russland) |                                   |                                   | Friedrich Wilhelm IV. (König von Preußen) | Friedrich Wilhelm IV. (König von Preußen) | Friedrich Wilhelm IV. (König von Preußen) | Friedrich Wilhelm IV. (König von Preußen) | Friedrich Wilhelm IV. (König von Preußen)                  | Friedrich Wilhelm IV. (König von Preußen)                  |                                                            |                                                            |                                                            |                                                            |                                                 |                                                 |                                                 |                                                 |                                                |                                                | Ludwig II. (Großherzog von Hessen)             | Ludwig II. (Großherzog von Hessen)             | Ludwig II. (Großherzog von Hessen)  | Ludwig II. (Großherzog von Hessen)  | Ludwig II. (Großherzog von Hessen)  | Ludwig II. (Großherzog von Hessen)  |                                 |                                 | Wilhelmine von Baden (Großherzogin von Hessen) | Wilhelmine von Baden (Großherzogin von Hessen) | Wilhelmine von Baden (Großherzogin von Hessen) | Wilhelmine von Baden (Großherzogin von Hessen) | Wilhelmine von Baden (Großherzogin von Hessen) | Wilhelmine von Baden (Großherzogin von Hessen) |                                |                                |                                  |                                  |                                  |                                  |                                  |                                  |
|                                 |                                 |                                 |                                 |                                  |                                  |                                  |                                  |                                      |                                      |                                      |                                      |                                      |                                      |                                   |                                   |                                            |                                            |                                            |                                            |                                            |                                            |                                   |                                   |                                           |                                           |                                           |                                           |                                                            |                                                            |                                                            |                                                            |                                                            |                                                            |                                                 |                                                 |                                                 |                                                 |                                                |                                                |                                                |                                                |                                     |                                     |                                     |                                     |                                 |                                 |                                                |                                                |                                                |                                                |                                                |                                                |                                |                                |                                  |                                  |                                  |                                  |                                  |                                  |
|                                 |                                 |                                 |                                 |                                  |                                  |                                  |                                  |                                      |                                      |                                      |                                      |                                      |                                      |                                   |                                   |                                            |                                            |                                            |                                            |                                            |                                            |                                   |                                   |                                           |                                           |                                           |                                           |                                                            |                                                            |                                                            |                                                            |                                                            |                                                            |                                                 |                                                 |                                                 |                                                 |                                                |                                                |                                                |                                                |                                     |                                     |                                     |                                     |                                 |                                 |                                                |                                                |                                                |                                                |                                                |                                                |                                |                                |                                  |                                  |                                  |                                  |                                  |                                  |
|                                 |                                 |                                 |                                 |                                  |                                  |                                  |                                  |                                      |                                      |                                      |                                      |                                      |                                      |                                   |                                   | Olga (Königin von Württemberg)             | Olga (Königin von Württemberg)             | Olga (Königin von Württemberg)             | Olga (Königin von Württemberg)             | Olga (Königin von Württemberg)             | Olga (Königin von Württemberg)             |                                   |                                   | Alexander II. (Zar von Russland)          | Alexander II. (Zar von Russland)          | Alexander II. (Zar von Russland)          | Alexander II. (Zar von Russland)          | Alexander II. (Zar von Russland)                           | Alexander II. (Zar von Russland)                           |                                                            |                                                            | Marie von Hessen-Darmstadt (Zarin von Russland)            | Marie von Hessen-Darmstadt (Zarin von Russland)            | Marie von Hessen-Darmstadt (Zarin von Russland) | Marie von Hessen-Darmstadt (Zarin von Russland) | Marie von Hessen-Darmstadt (Zarin von Russland) | Marie von Hessen-Darmstadt (Zarin von Russland) |                                                |                                                | Ludwig III. (Großherzog von Hessen)            | Ludwig III. (Großherzog von Hessen)            | Ludwig III. (Großherzog von Hessen) | Ludwig III. (Großherzog von Hessen) | Ludwig III. (Großherzog von Hessen) | Ludwig III. (Großherzog von Hessen) |                                 |                                 |                                                |                                                |                                                |                                                |                                                |                                                |                                |                                |                                  |                                  |                                  |                                  |                                  |                                  |
|                                 |                                 |                                 |                                 |                                  |                                  |                                  |                                  |                                      |                                      |                                      |                                      |                                      |                                      |                                   |                                   | Olga (Königin von Württemberg)             | Olga (Königin von Württemberg)             | Olga (Königin von Württemberg)             | Olga (Königin von Württemberg)             | Olga (Königin von Württemberg)             | Olga (Königin von Württemberg)             |                                   |                                   | Alexander II. (Zar von Russland)          | Alexander II. (Zar von Russland)          | Alexander II. (Zar von Russland)          | Alexander II. (Zar von Russland)          | Alexander II. (Zar von Russland)                           | Alexander II. (Zar von Russland)                           |                                                            |                                                            | Marie von Hessen-Darmstadt (Zarin von Russland)            | Marie von Hessen-Darmstadt (Zarin von Russland)            | Marie von Hessen-Darmstadt (Zarin von Russland) | Marie von Hessen-Darmstadt (Zarin von Russland) | Marie von Hessen-Darmstadt (Zarin von Russland) | Marie von Hessen-Darmstadt (Zarin von Russland) |                                                |                                                | Ludwig III. (Großherzog von Hessen)            | Ludwig III. (Großherzog von Hessen)            | Ludwig III. (Großherzog von Hessen) | Ludwig III. (Großherzog von Hessen) | Ludwig III. (Großherzog von Hessen) | Ludwig III. (Großherzog von Hessen) |                                 |                                 |                                                |                                                |                                                |                                                |                                                |                                                |                                |                                |                                  |                                  |                                  |                                  |                                  |                                  |
|                                 |                                 |                                 |                                 |                                  |                                  |                                  |                                  |                                      |                                      |                                      |                                      |                                      |                                      |                                   |                                   |                                            |                                            |                                            |                                            |                                            |                                            |                                   |                                   |                                           |                                           |                                           |                                           |                                                            |                                                            |                                                            |                                                            |                                                            |                                                            |                                                 |                                                 |                                                 |                                                 |                                                |                                                |                                                |                                                |                                     |                                     |                                     |                                     |                                 |                                 |                                                |                                                |                                                |                                                |                                                |                                                |                                |                                |                                  |                                  |                                  |                                  |                                  |                                  |
|                                 |                                 |                                 |                                 |                                  |                                  |                                  |                                  |                                      |                                      |                                      |                                      |                                      |                                      |                                   |                                   |                                            |                                            |                                            |                                            |                                            |                                            |                                   |                                   |                                           |                                           |                                           |                                           |                                                            |                                                            |                                                            |                                                            |                                                            |                                                            |                                                 |                                                 |                                                 |                                                 |                                                |                                                |                                                |                                                |                                     |                                     |                                     |                                     |                                 |                                 |                                                |                                                |                                                |                                                |                                                |                                                |                                |                                |                                  |                                  |                                  |                                  |                                  |                                  |
|                                 |                                 |                                 |                                 | Nikolai (Russischer Thronfolger) | Nikolai (Russischer Thronfolger) | Nikolai (Russischer Thronfolger) | Nikolai (Russischer Thronfolger) | Nikolai (Russischer Thronfolger)     | Nikolai (Russischer Thronfolger)     |                                      |                                      | Alexander III. (Zar von Russland)    | Alexander III. (Zar von Russland)    | Alexander III. (Zar von Russland) | Alexander III. (Zar von Russland) | Alexander III. (Zar von Russland)          | Alexander III. (Zar von Russland)          |                                            |                                            | Wladimir (Großfürst von Russland)          | Wladimir (Großfürst von Russland)          | Wladimir (Großfürst von Russland) | Wladimir (Großfürst von Russland) | Wladimir (Großfürst von Russland)         | Wladimir (Großfürst von Russland)         |                                           |                                           | Alexei (Generaladmiral der Zaristischen Russischen Marine) | Alexei (Generaladmiral der Zaristischen Russischen Marine) | Alexei (Generaladmiral der Zaristischen Russischen Marine) | Alexei (Generaladmiral der Zaristischen Russischen Marine) | Alexei (Generaladmiral der Zaristischen Russischen Marine) | Alexei (Generaladmiral der Zaristischen Russischen Marine) |                                                 |                                                 | Marija (Herzogin von Sachsen-Coburg und Gotha)  | Marija (Herzogin von Sachsen-Coburg und Gotha)  | Marija (Herzogin von Sachsen-Coburg und Gotha) | Marija (Herzogin von Sachsen-Coburg und Gotha) | Marija (Herzogin von Sachsen-Coburg und Gotha) | Marija (Herzogin von Sachsen-Coburg und Gotha) |                                     |                                     | Sergei (Großfürst von Russland)     | Sergei (Großfürst von Russland)     | Sergei (Großfürst von Russland) | Sergei (Großfürst von Russland) | Sergei (Großfürst von Russland)                | Sergei (Großfürst von Russland)                |                                                |                                                | Pawel (Großfürst von Russland)                 | Pawel (Großfürst von Russland)                 | Pawel (Großfürst von Russland) | Pawel (Großfürst von Russland) | Pawel (Großfürst von Russland)   | Pawel (Großfürst von Russland)   |                                  |                                  |                                  |                                  |